# Fajferek
Fajferek (niem. Pfeiffersee) – jezioro w Olsztynie, osuszone w XIX w., znajdowało się między ul. Grunwaldzką, Szarych Szeregów, Warszawską, Jagiellończyka, Zawiszy Czarnego. Jezioro owalnego kształtu, wypływał z niego strumień, który otaczał w głębokim jarze od południowej strony wzgórze, na którym wybudowano szpital wojskowy. Na planie z 1922 roku widoczne są łąki (Łąki Fajferskie) po osuszonym jeziorze. Później było tu miejskie wysypisko śmieci. Obecnie znajdują się tu ogródki działkowe. Według S. Piechockiego nazwę jezioro Fajferek wzięło od nazwiska Marcina Pfeiffera, ostatniego właściciela młyna, który znajdował się w okolicy. W tym czasie w Olsztynie mieszkało kilka osób o tym nazwisku, m.in. fabrykant, możliwe więc, że nazwa jeziora pochodzi od innej osoby o tym nazwisku.

## Historia
W 1845 nad jeziorem otwarto kąpielisko miejskie. W 1857 jezioro odkupił od miasta kupiec Adolf Hipler (ojciec znanego historyka i kanonika warmińskiego Franza Hiplera), który w 1882 w całości jezioro osuszył (resztki kanału, którym spuszczono wodę do rzeki Łyny widoczne są na tyłach ul. Polnej).